# 8-Bit Hordes
8-Bit Hordes ist ein Echtzeit-Strategiespiel, das von Petroglyph Games entwickelt und 2016 als Download-Titel für Microsoft Windows veröffentlicht wurde. Es folgte 4 Monate nach dem Vorgänger 8-Bit Armies. 2019 erschien eine Portierung für Xbox One und PlayStation 4 durch Engine Software.

## Spielprinzip
Es werden Ressourcen gesammelt, Basen gebaut und letztendlich Armeen ausgehoben um den Gegner zu besiegen. Wie der Vorgänger setzt 8-Bit Hordes auf eine 3D-Softpixel Klötzchengrafik, die an frühere Echtzeitstrategietitel angelehnt ist. Es treten mit der Allianz der Menschen, Elfen und Zwerge sowie den Dark Orcs und ihren Verbündeten den Deathsworn gegeneinander an. Im Einzelspieler sind 24 Missionen enthalten. Im Mehrspieler können 12 Ko-Op-Missionen gespielt oder gegeneinander angetreten werden. Zudem kann gegen die Armeen aus dem Vorgänger angetreten werden.

## Technik
Zusammen mit dem Nachfolger 8-Bit Invaders wurde Crossplay auf den Konsolen ermöglicht.

## Rezeption
Martin Deppe GameStar gab sich von der Aufmachung und der Hommage an Warcraft angetan. Er verwies jedoch darauf, dass das Gameplay ausschließlich auf Rushes hinauslaufe und die Missionen immer gleichförmig gestaltet seien. Marcel Kleffmann von 4Players bezeichnete es als Reskin des Vorgängers. Auch er bemerkte, dass Spieltiefe und Abwechslung fehle. Lobend hob er hervor, dass man gegen die Fraktionen aus 8-Bit Armies antreten könne.